# 2383 Bradley
2383 Bradley (1981 GN) là một tiểu hành tinh vành đai chính được phát hiện ngày 5 tháng 4 năm 1981 bởi E. Bowell ở trạm Anderson Mesa thuộc Đài thiên văn Lowell.